# Рогач Олександр Ігорович
Рогач Олександр Ігорович (22 травня 1954) — український науковець. Доктор економічних наук, професор, завідувач кафедри міжнародних фінансів Навчально-наукового інституту міжнародних відносин Київського національного університету імені Тараса Шевченка.

## Біографія
- 1977 р. - закінчив Київський університет імені Тараса Шевченка, економічний факультет в 1977 р.
- 1977 – 1980 рр. – аспірант кафедри політичної економії економічного факультету Київського національного університету імені Тараса Шевченка
- 1980 - 1986 рр. – асистент кафедри міжнародних економічних відносин Інституту міжнародних відносин Київського національного університету імені Тараса Шевченка
- 1986 - 1996 рр. – доцент кафедри міжнародних економічних відносин Інституту міжнародних відносин Київського національного університету імені Тараса Шевченка
- 1996 - 1999 рр. – професор кафедри міжнародних економічних відносин Інституту міжнародних відносин Київського національного університету імені Тараса Шевченка.,
- з 1999 р. – завідувач кафедри міжнародних фінансів   Інституту міжнародних відносин Київського національного університету імені Тараса Шевченка.

Основним напрямком наукової діяльності є дослідження глобальних проблем міжнародних економічних відносин та міжнародних фінансів, аналіз діяльності багатонаціональних підприємств (міжнародних корпорацій) і руху міжнародних інвестицій.

## Напрями педагогічної роботи
Викладає курси: 
- Світова економіка,
- Інтернаціоналізація світової економіки,
- Багатонаціональні підприємства,
- Фінансовий менеджмент корпорацій.

## Основні публікації
- Рогач О. І. ТНК і економічне зростання країн, що розвиваються: Монографія. — К.: ВЦ «Київський університет», 1994. — 150с.
- Рогач О. І. Транснаціональні корпорації та економічне зростання: Навчальний посібник. — К.: ВПЦ «Київський університет», 1997. — 144с.
- Рогач О. І., Шнирков О. І. Країни, що розвиваються, і транснаціоналізація світової економіки: Навчальний посібник. — К.: ВЦ «Київський університет», 1998. −140с.
- Рогач О. І., Шнирков О. І. Транснаціоналізація світового господарства та перехідні економіки: Навчальний посібник. — К.: ВЦ «Київський університет», 1999. −302с.
- Міжнародні фінанси: Підручник / За ред. О. І. Рогача. — К.: Либідь, 2003. — 784 с.
- Рогач О. І. Міжнародні інвестиції: Теорія та практика бізнесу транснаціональних корпорацій: Підручник. — К.: Либідь, 2005. — 720 с.
- Рогач О. І. Транснаціональні корпорації у світовому господарстві. — К.: ВЦ «Київський університет», 2006.
- Основи міжнародних фінансів: Підручник / За ред. О. І. Рогача — К.: ВЦ «Київський університет», 2009.
- Рогач О. І. Транснаціональні корпорації. — К.: ВЦ «Київський університет», 2009.[1]
- Світові фінанси: сучасні тенденції та перспективи розвитку : монографія / О. І. Рогач, О. В. Сніжко, З. О. Луцишин, І. І. Пузанов, В. І. Мазуренко; ред.: О. І. Рогач; Київ. нац. ун-т ім. Т. Шевченка. - Київ, 2013. - 351 c. - укр.
- Рогач О. І., Дзюба П. В.  Міжнародні портфельні інвестиції. Підручник / О. І. Рогач, П. В. Дзюба. – К. : ВПЦ “Київський університет”, 2016. – 950 с.
- Рогач О. І. Теорії міжнародного бізнесу: підручник для студентів економічних спеціальностей вищих навчальних закладів / О. Рогач. - К.: ВПЦ "Київський університет", 2018. - 687 с.
- Рогач О. І., Намонюк В. Є. Світова економіка. Навчальний посібник / О. Рогач, В. Намонюк. - К.: ІМВ, 2018. - 200 с.
- Сучасні тенденції міжнародного руху капіталу. Монографія / За ред. О. І. Рогача. - К.: "Центр учбової літератури", 2019. - 269 с.
- Рогач О. І. Багатонаціональні підприємства. Підручник / О. Рогач. - К.: ВПЦ "Київський університет", 2019. - 386 с.